# Laserska medicina
Laserska medicina je oblast medicine koja svoj dijagnostički, terapijski i naučno-istraživački rad zasniva na primeni laserske monohromatske svetlosti,  koherentne svetlosti, samo jedne talasne dužine (boje) usmerena u uskom snopu i istom smeru.  Laserska medicina je danas postala nezamenjiva oblast medicine, koja je našla primenu na samo u mnogobrojnim dijagnostičkim i terapijskim procedurama već i u oblasti bioloških istraživanja od mikroskopije visoke rezolucije do subcelularne nanohirurgije. Svojom pojavom i ekspanzijom, laserska medicina je dokazala kako su medicinski laseri odličan primer kretanje savremene ideje u nauci koje može istinski da promene medicinski svet.

## Istorija
Nekada je bilo nezamislivo da uski, jednosmerni, koherentni, pojačani snop svetlosti emitovan iz uzbuđenih atoma može biti dovoljno snažan da reže čelik. 
Godine 1917, Albert Ajnštajn je postavio temelje za pronalaženje lasera, odnosno njegovog predaka masera, svojim revolucionarnim izvođenjem iz Plankovog zakona radijacije zasnovanog na konceptu spontane i stimulisane emisije. Ova teorija nije našla svoju primenu sve do pred Drugi svetski rat.
Godine 1939. konstruisana je prva negativna apsorcija sa gasnim smešama (Fabrikant). 1954. godine Čarls Tauns (engl. Charles Townes) i njegovi studenti Džejms Gordon i Herbert Cajger napravili su prvi maser, kvantni generator u mikrotalasnom dijapazonu, što je interesantno za etalone frekvencije i vremena. Taunsov maser nije bio sposoban za rad u kontinualnom režimu zračenja. Sa čuvenom trojkom Nikolaj Basov, Aleksandar Prohorov i nezavisno Tauns demonstrirali su rad kvantnog oscilatora koji je radio u neprekidnom režimu koristeći dvonivoski sistem. Ovaj sistem je postigavši neprekidnu stimulisanu emisiju bez pada na osnovni nivo, u stvari uspreo da uspostavi inverziju naseljenosti. Tauns, Basov i Prohorov su podelili Nobelovu nagradu za fiziku 1964. godine za „fundamentalan doprinos na polju kvantne elektronike, koji je doveo do konstruisanja oscilatora i pojačavača zasnovanog na laser-maser principu“.
Godine 1957. Čarls Tauns i Artur Leonard Šaulou koji su tada radili u Belovim laboratorijama, započinju niz ispitivanja na infracrvenom maseru. Kako se ideja razvijala, rad na infracrvenim frekvencijama biva napušten, i umesto taga se preusmeravaju na vidljiv deo spektra. Koncept je izvorno nazvan „optički maser“. Istraživači iz Belove laboratorije su kasnije podneli patentnu prijavu za ovaj novi uređaj.
Istovremeno Gordon Guld, apsolvent na Kolumbija univerzitetu razgovara sa Taunsom na temu emisije i radijacije. 1958. godine Prohorov je predložio primenu rezonatora koji je danas važan deo lasera. Prvi put naziv „laser“ pominje se u jevnosti u izveštaju Gulda iz 1959. godine u radu pod naslovom "The LASER, Light Amplification by Stimulated Emission of Radiation". Guld je imao nameru da već postojećem „aser“ doda sufiks, koji bi se koristio kako bi se označio deo spektra u kome uređaj emituje svetlost, pa otuda laser koji emituje X zrake bi bio „iksaser"; laser za rad u ultraljubičastom delu spektra bi bio „uvaser“. Nijedan od ovih predloga nije postao popularan, iako se ponekad „raser“ koristi kako bi se označio laser koji emituje radio frekvencije.
U Guldovim beleškama navedene su mnoge moguće primene lasera, kao na primer u spektroskopiji, interferometriji, radarima i nuklearnoj fuziji. Na ovu temu je i predao patentnu prijavu 1959. godine. Američki patentni zavod je je 1960. godine odbio njegovu prijavu i prava dodelio Belovim laboratorijama. Ovo je bio povod pravnog procesa koji je trajao tri decenije, a ticao se naučnog prestiža i velike količine novca u igri. Guld je dobio prvi spor, deo na prava 1977. godine, ali tek za proces 1987. godine možemo da kažemo da je dobio značajnu pobedu kada je Federalni sud naredio vladi da dodeli prava na patent njemu za optički pumpan i laser sa gasnim pražnjenjem.
Prvi funkcionalni laseri su proradili 1960. godine, kada je proradio prvi Majmanov laser na rubinu (istraživačka laboratorija Hjuz, Kalifornija, SAD) ili prvi Javanov laser na smeši Helijuma i Neona koji se pojavljuje sa sve tri svoje karakteristične talasne dužine (0.63μm, 1.15μm i 3.39μm). Majman koristi sintetički rubinov kristal kao čvrtim jezgrom, pumpan optički, bljeskalicom za proizvodnju crvene laserske svetlosti talasne dužine 694nm. Ipak, Majmanov laser je bio sposoban za rad samo u impulsnom režimu, na tronivoskom sistemu. Kasnije te godine iranski fizičar Ali Javan zajedno sa Vilijam Benetom i Donald Heriotom napravili su gasni laser na helijumu i neonu. Javan je kasnije dobio nagradu Albert Ajnštajn 1993. godine.
Koncept poluprovodničkog lasera predložen je od strane Basova i Javana; rad prve laserske diode je demonstriran od strane Robert Hola 1962. godine. Njegov laserski uređaj je bio konstruisan od Galijum-Arsenida i emitovao je svetlost talasne dužine 850nm u bliskom infracrvenom delu spektra. Prvi poluprovodnički laser za rad u vidljivom delu spektra bio je demonstriran iste godine od strane Nik Holonjaka, mlađeg. Kao i prvi gasni laseri ovi rani poluprovodnički laseri moglisu da rade samo u impulsnom režimu, i samo uz hlađenje na temperaturu tečnog azota od (77 K).
Godine 1970., Sovjetski naučnik Ž. Alferov i istraživači Izo Hajaši i Morton Peniš iz Belove telefonske laboratorije nezavisno su demonstrirali rad prvog kontinualnog poluprovodničkog lasera na sobnoj temperaturi, zasnovanih na predlogu o laserskim diodama sa heterostukturom. Prva primena lasera dugoživećeg sa vidljivom svetlošću je bila kao bar-kod čitač u super-marketima, na patentu iz 1974. godine. Laserski čitač diskova, patentiran je 1978. godine, bio je prvi uspešan potrošački uređaj koji je u sebi imao laser, pa je on time prva naprava koja je imala laser, a da se našla u domovima korisnika za svakodnevnu upotrebu, od 1982. godine.

## Opšte informacije
Kako kaskada energije fotona prolazi kroz medijum, odbija se od ogledal, ona se reflektuje napred-nazad, i dobija energiju da proizvede jak snop svetlosti. Iako se danas laseri koriste u mnogim oblastima, jedna od najznačajnijih primena laserske tehnologije je razvijena kroz njegovu upotrebu u medicini.
Brži i manje invazivni sa visokom preciznošću, laseri su prodrli u većinu medicinskih disciplina tokom poslednjih pola veka, uključujući dermatologiju, oftalmologiju, stomatologiju, otorinolaringologiju, gastroenterologiju, urologiju, ginekologiju, kardiologiju, neurohirurgiju i ortopediju. 
Na mnogo načina laser je dovo da revolucije u dijagnozstici i lečenju mnogih bolesti. Kao hirurški alat, laser je sposoban za tri osnovne funkcije: 
- Kada se fokusira na tačku, ona može duboko da kauterizira i reže tkivo, smanjujući hiruršku traumu uzrokovanu nožem.
- Može isuživati površinu tkiva, i zaustaviti krvarenje.
- Kroz optička vlakna omogućava doktoru da vidi unutrašnjost tela.

U biološkim aplikacijama laser je našao primeni počev od mikroskopije visoke rezolucije do subcelularne nanohirurgije. Zaista, medicinski laseri su odličan primer kako kretanje ideje može istinski da promeni medicinski svet.

## Vrste lasera

### Gasni laseri
Karbon dioksidni laser
Iako je konstruisan 1964.  i dalje je jedan od najčešće korišćenih medicinskih lasera . Sadrži smešu helijuma (60–80%), azota (%25%) i CO2 (%5%). Gas se pobuđuje bilo sa električnim ili istosmernim pražnjenjem ili sa radio frekventnim (RF) poljem. On se razlaže na CO i O2 i obično se dopunjuje kontinuiranim tokom, ili se proizvodima za gas dopušta rekombinacija u zatvorenim epruvetama. 
Karbon dioksidni laseri mogu biti napravljeni sa emisijom do nekoliko kilovata, ali je 10-20 V dovoljan za većinu hirurških procedura. Talasna dužina je 10.6 µm, a snop je visokog kvaliteta u odnosu na monohromatičnost i kolimaciju. Oni rade u CV ili pulsnom režimu, u zavisnosti od primene. 
Radijacija ovog lasera se ne može prenositi kroz standardna optička vlakna od silicijum dioksida. Međutim, sistem ogledala, šupljih valovoda ili vlakana od metalnih halogenida, npr. talijum bromid. 
Ima veliku efikasnost: 10–15% ulazne snage se pretvara u lasersku emisiju. 
Pošto je infracrveno zračenje na 10.6µm nevidljivo, HeNe laseri se koriste za generisanje cilindričnih greda. Dubina prodiranja u
voda je oko 10µm, a dubine prodiranja u tkiva uglavnom zavise od sadržaja vode. 
Ovaj tiplaser se koristi za brojne hirurške, oftalmološke i kozmetičke aplikacije 
Karbon monoksidni laser
Karbon monoksidni laser(CO) radi u CV režimu i ima emisione linije između 5 i 6 µm. Svetlost u ovom dužem regionu snažno se apsorbuje u tkivima, a laser se koristi za termičko zavarivanje krvnih sudova. 
Argonski i kriptonski laser
Za razliku od karbon oksidnog lasera, gasovi u ovim laserima moraju biti jonizovan zbog električnog pražnjenja. Oni nisu veoma efikasni i veliki deo ulazne energije se gubi kao toplota, koja zahteva efikasne sisteme hlađenja. Ar-jonski laser ima svoj glavne izlazne linije na 488 i na 514.5 nm, dok su glavne linije
kriptonskog lasera na 530.9, 568.2 i 676.4 nm 
Dok argonski jonski laser može dati izlaz veći od 20 V, izlaz na svakoj od linija kriptona je manji od 10 V. Emisija iz ovih lasera je uglavnom u vidljivom opsegu, može biti preneta kroz optička vlakna a apsorbuju  je brojne tkivne hromofore. Značajno je da, hemoglobin snaćno apsorbuje argon. Zbog toga, laser ima odličnu koagulaciona svojstva i može se koristiti za isparavanje pigmentiranih lezije na koži, endometrijumu i mrežnjači. 
Helijum-neonski laser
Osnovni sastojci ovog lasera su helijum i neon. On radi u neprekidnom režimu i ima prosečnu snagu od nekoliko milivata. Laser se može napraviti tako da  emituje  na različitim talasnim dužinama, npr. 543 nm (zeleno), 594 nm (žuto) i 633 nm (crveno). 
Njegova pouzdanost, mala težina i dobar kvalitet konstrukcije čine ga pogodnim za razvrstavanje i analitičke svrhe.
Helijum-kadmijski laser
Helij-kadmijumski (HeCd) kao jedan iz klase gasnih lasera koriste helijum u kombinaciji sa metalom koji isparava na relativno niskoj temperaturi. Slab je i ima nisku efikasnost (< 0.05%) i mali izlaz od oko 50 mV i 150 mV na dve glavne linije 325 nm i 442 nm.
Eksimerski laser
Godine 1971. otkriven je prvi eksimerski laser, koji radi uz pomoć ksenonskog dimera (Kse2) koji je pobuđen elektronskim snopom da bi proizveo stimulisanu emisiju na talasnoj dužini 172 nm  Eksimer je kratak oblik izraza „pobuđeni dimeri". Neki molekuli, kao što su halogenidi retkih gasova (ArF, KrF, KseCl, KseF), stabilni su samo u svojim pobuđenim stanjima, a ne u svom osnovnom stanju. Laserski medijum se sastoji od takvih molekula u puferu (helijum ili neon). Oni imaju nisku efikasnost (%2%), daju kratke impulse (10–100 ns) i emitiraju u UV oblasti. Tipične talasne dužine su 193 nm (ArF), 249 nm (KrF), 308 nm (KseCl) i 351 nm (KseF). 
Penetracija zračenja na ovim talasnim dužinama u tkivima je niska, što čini lasere pogodnim za mnoge hirurške primene. UV zračenje, naročito na 193 i 249 nm, može jonizovati molekule u tkivu, razbiti veze i dovesti do abrazivnih reakcija. Visoka energija (prosječna snaga do 200 V) i kratki impulsi su
odličan za ovo uključujući i neke aplikacije u polje oftalmologije [28,29]. Zbog visokog kvanta i energetski niske prosečne stope fluence  ovi laseri mogu    da seku bez grejanja,  pa se, oni ponekad nazivaju „hladni laseri" 
Hidrogen ﬂuoridni laser
Ovi tipovi lasera se nazivaju hemijskim laserom, jer se generišu inverzijom iz egzotermnih hemijskih reakcija između slobodnog fluora i vodonika da bi se proizveo pobuđeni vodonik fluor. 
Izlazi od više od 100 V mogu se dobiti u modusima nanosekundnih impulsa. Tokom rada troše SF6, O2, He i H2 i generiše zračenje u području talasne dužine 2.6–3.0 µm . Zbog toga su interesantne za hirurške zahvate kao i njemu slični tipovi CO2 i CO laseri. 

### Čvrstotelni laseri
Čvrstotelni laseri imaju jezgro napravljeno od kristala ili amorfnog materijala, često u obliku cilindra. Ogledala mogu biti izvedena kao tanki srebreni filmovi napareni na krajeve ovog cilindra. Na taj način on čini lasersku šupljinu. Pobuđivanje atoma od kojeg se sastoji jezgro se obično vrši nekim intenzivnim izvorom svetla. U tu svrhu se često koriste ksenonske bljeskalice, a u novije vrieme LED diode, ili poluprovodnički laseri, čime se povećava energetska efikasnost. Prvi laser koji je davao vidljivu svjetlost je bio rubinski laser, koji koristi jezgro od rubina kao izvor zračenja. Rubinski laser daje crvenu svetlost talasne dužine 694.3 nm. Danas se često koristi Nd:YAG laser, koji za jezgro ima itrijum aluminijum granat (YAG), dopiranog atomima neodijuma. Nd:YAG laser daje infracrveno zračenje.

### Hemijski laseri
Određene hemijske reakcije mogu proizvesti molekule u pobuđenom stanju. Hemijski laseri koriste takve reakcije kako bi se postigla inverzija naseljenosti. Primer je fluorovodonični laser koji koristi reakciju vodonika i fluora, za proizvodnju fluorovodonika u pobuđenom stanju. Laserski zrak nastaje u reakciskoj komori, u koju stalno dotiču reaktanti, a produkti izlaze napolje. Na taj način je postignuta inverzija naseljenosti, jer je u reakcijskoj komori stalno prisutno više pobuđenih molekula od onih u osnovnom stanju. Ovakvi laseri mogu postići jako veliku snagu u kontinualnom modu. Jedna vrsta hemijskih lasera koristi ekscimere. Ekscimer je molekul koji je stabilan samo u pobuđenom stanju. Laser se sastoji od smese gasova kroz koje se narine visoki napon, slično kao kod gasnih lasera. Električna struja stvara mnoštvo iona i pobuđenih atoma u laserskoj šupljini, koji mogu reagovati i stvoriti ekscimer. Nakon što ekscimer doživi laserski prelaz, on se raspada jer ne može postojati u osnovnom stanju. To je i razlog inverzije naseljenost u ovom laserskom medijumu.

### Poluprovodnički laseri
Poluprovodnički laser predstavlja laser malih dimenzija proizveden od poluprovodničkih materijala, izveden na različitim strukturama kao što su kvantna jama, kvantna žica ili kvantna tačka. Najjednostavniju strukturu ima diodni poluprovodnički laser, kod koga na n-strani višak elektrona predstavlja nosioce struje, dok na p-strani prevladavaju šupljine koje predstavljaju nedostatak elektrona. Kad se na p stranu primeni pozitivan napon, a na n-stranu negativan, elektroni i šupljine se kreću jedni prema drugima. Čestice se sretnu u ultratankom prostoru koji se naziva kvantna jama, gde se vrši rekombinacija elektrona i šupljina pri čemu dolazi do emisije fotona. Ako su krajevi diode ujedno i visokoreflektirajuća ogledala dolazi do laserskog efekta, emitovanja istovrsnih koherentnih fotona. Energija fotona (boja svjetlosti) određena je svojstvima poluvodičkog spoja, iznosom energijskog procepa (engl. band-gap). Npr. za lasere na GaAs taj energijski procep iznosi oko 1,45 eV, što odgovara emisiji fotona talasne dužine 885 nm. Plavi laser je pojam (sintagma) koji označava poluvodičke lasere u području 400-450 nm, a čije bi ostvarenje predstavlja značajan napredak u razvoju laserskih displeja i povećanju kapaciteta optičkih memorija.

### Laseri na bojama
Laseri na bojama koriste određena organska jedinjenja, koja služe kao aktivni laserski medijum. Molekuli, za razliku od atoma imaju trakast spektar, koji se sastoje od mnogo spektralnih linija. Kod ovih jedinjenja, energetskim nivoima se može manipulisati (električnim poljem, magnetskim poljem, temperaturom ...). Na taj način je moguće podesiti laser za rad na odgovarajućoj talasnoj dužini. Pobuda molekula se obavlja pomoću nekog drugog lasera.

### Laseri na slobodnim elektronima
Laseri na slobodnim elektronima koriste snop relativističkih elektrona koji prolazi kroz magnetsko polje koje naizmenično menja smer duž puta elektrona. U normalnim okolnostima, relativistički elektroni, koji prolaze kroz magnetsko polje emituju sinhrotronsko zračenje. Kod lasera sa slobodnim elektronima, put koji elektroni prolaze između naizmeničo postavljenih magneta se stavlja u lasersku šupljinu, tako da fotoni, koji su uhvaćeni između ogledala, izazivaju stimulisanu emisiju slobodnih elektrona u magnetnom polju, kao i kod elektrona u pobuđenim atomima. Laseri na slobodnim elektronima se mogu podešavati promenom gustine rasporeda magneta, jačine njihovog magnetnog polja i promenom energije elektrona. Tako da se mogu napraviti i laseri na slobodnim elektronima koji rade na talasnim dužinama koje su nedostupne klasičnim laserima, jer ne postoji pogodan laserski medijum koji bi mogao proizvesti svetlost zadate talasne dužine. Moguće je napraviti i laser sa jako dugačkom laserskom šupljinom, bez ogledala, čiji fotoni onda ne bi trebalo da prolaze mnogo puta duž optičkog puta lasera, već bi prošli samo jedanput. Takav laser se naziva superradijantni laser. Danas se pokušava napraviti superradijantni laseri na slobodnim elektronima, koji bi radili u spektralnim područjima, u kojima ne postoje ogledala koja bi to zračenje reflektovala; npr. u rendgenskoj oblasi spektra

## Laseri u terapiji i dijagnostici
Terapijsku i dijagnostičku primenu laseri su našli u sledećim oblastima medicine:
Laseri u dermatologiji
U dermatologije laseri su počeli da se primenjuj sredinom 1960-ih. Zbog dobre pristupačnosti kože njihova primena u dermatologiji dobila je važno mesto u terapiji i dijagnostici. Kada se apsorpcija laserskog zraka obavi u ciljanom tkivu kože precizno uparenim idealnim talasnim dužinama lasera, postiže se maksimalna specifičnost interakcije lasera i tkiva. 
Optičko svojstvo koža je važna determinanta selektivnosti laserskog efekta, jer u koži postoje dva glavna hromofora: 
- oksigenisan hemoglobin sa tri pikova apsorpcije na 418, 542 i 577 nm; i
- melanin koji ima veoma širok opseg apsorpcija.

Osim toga, voda je ključna komponenta tkiva kože koja može da utiče na kvalitet termičkih efekata, počev od strukturnih promena proteina na temperaturama od 42–45°C, do koagulacije na 50–60°C i isparavanja na temperaturi iznad 100°C.
Laseri u oftalmologiji
Nijedno polje medicine nije bolje iskoristilo dostignuća u ublasti laserske medicine kao što je toslučaj sa oftalmologija. Prednost lasera u ovoj oblasti je sposobnost laserskog zrak da ulazi u oko bez izazivanja povrede. Gerd Meier-Schvickerath, nemački oftalmolog, je 1940-ih, među prvima počeo da koristi energiju sunca za  „zavarivanje" epitela ispod mrežnjače.  Ovo je bilo prva operacija oka sa lakom koagulacijom retine. 
Oftalmologija bila je možda i prva subspecijalnost u medicini koja je koristila lasersku svetlost za lečenje pacijenata. Odmah nakon pronalaska prvog lasera  1960. počela je primena konfokalnih laserskih prenosnih sistem za prvu retinalnu lasersku koagulaciju 1961. godine.
Laseri su danas metoda izbora u minimalno invazivno mikrohirurgija oka. Sistem za fokusiranje rožnjače i objektiv dovodi laserske zrake u oštar fokus unutar
oko. To zapravo nosi rizik od povrede, ali ima i značajne terapeutske mogućnosti. Generalno, laserska energija ima četiri različita efekta interakcije svetlosti na tkivo na oka: 
- fotodiskriminacija,
- fotoablacija,
- fotokoagulacija i
- fotokemijske reakcija

Laseri u stomatologiji
Uobičajeni laseri koji se danas koriste u različitim oblastima kliničke stomatologije su — argon, KTP, HeNe, dioda, Nd: IAG, ErCr: ISGG, Er: IAG i CO2. Među njima su He-Ne laser i diodni laser (632 nm) sa malom snagom primenjeni za fotodetekciju i PDT. Ova područja uglavnom uključuju parodontologiju, endodonciju, lečenje tvrdih tkiva, hirurgiju mekih tkiva i estetsku stomatologiju.
Laseri u otorinolaringologiji
Laseri u gastroenteruology
Laseri u urologiji
Laseri u ginekologiji
Laseri su u ginekologiji doneli su značajan napredak u poboljšavanju kvaliteta života žena. Ova metodaa je za žene ne samo vrlo poštedna već i znatno ublažava ili potpuno otklanja simptome poput:
- peckanja i svrbeža u spoljnim genitalijama,
- gubitak vlažnosti i elasticiteta vagine,
- bol prilikom polnih odnosa
- blaga inkontinencija uzrokovane atrofičnim vaginitisom.

Nakon što su karbon dioksidni laser u ginekologiji prvi put korišćeni pre 20 godina, dana se koristi i niz drugih lasera u ovoj oblasti kao što su Nd: IAG, KTP, i diodni laseri. Kako se u ginekologiji sve više koriste laparoskopska, kolposkopska i histeroskopska hirurgija, upotreba lasera u ovoj oblasti neprestano raste.
Laseri u kardiovaskularnim hirurgiji
Laseri u neurohirurgiji
Laseri u ortopediji

### Uobičajene vrste medicinskih lasera i njihove glavne indikacije
| Oblast medicine            | Vrsta lasera                                                               | Glavne indikacije |
| -------------------------- | -------------------------------------------------------------------------- | --- |
| Dermatologija              | Pulsed dye, ruby, KTP, diode, alexandrite, argon, CO2, Nd : YAG, B excimer | - Vaskularne lezije - Benigni i maligni tumori infektivne lezije - Pigmentisane lezije i kozmetička korekcija tetoviranja             |
| Oftalmologija              | Ruby, argon, Nd : YAG, diode, excimer                                      | - Dijabetična retinopatija - Starosna degeneracija makule - Glaukom - Poremećaj rožnjače.                                             |
| Stomatologija              | Argon, KTP, HeNe, diode, Nd : YAG, ErCr : YSGG, Er : YAG, CO2              | - Karijes - Periodontitis - Inficirani korenski kanali - Priprema kaviteta - Operacija mekog tkiva - Izbeljivanje zuba                |
| Otorinolaringologija       | CO2, KTP, argon, Nd : YAG, Ho : YAG, diode                                 | - Polipi, noduli, ciste leukoplakija - Subglotična stenoza - Mreža krvnih sudova, kapilarni hemangiomi,                               |
| Gastroenterologija         | Nd : YAG, diode                                                            | - Hemostaza - Vaskularne lezije - Displazija u Barrett-ovom jednjaku - Rezanje i uklanjanje tumora - Fragmentacija kamenja u žuči     |
| Urologija                  | Pulsed dye, Ho : YAG, KTP, Nd : YAG, diode                                 | - Litotripsija - Benigna hiperplazija prostate - Tumor prostate - Tumor mokraćne bešike                                               |
| Ginekologija               | Nd : YAG, CO2, KTP, dye, diode                                             | - Spaljivanje kondilom - Leukoplakia - CIN, VIN, VAIN - Ektopična trudnoća - Dismenoreja, endometrioza ciste jajnika - Histerektomija |
| Kardiovaskularna hirurgija | Argon, excimer, Ho : YAG, CO2                                              | - Aterosklerotske lezije - Uklanjanje tromba i embolusa - Transmiokardijalna revaskularizacija - Perkutana revaskularizacija miokarda |
| Neurohirurgija             | CO2, Nd : YAG, diode, argon                                                | - Meningiomi - Akustički neurinomi - Spinalni tumouri - Metastase tumora - Vaskularne malformacije - Stereotaksična neurohirurgija    |
| Ortopedija                 | Nd : YAG, Ho : YAG                                                         | - Sečenje i ablacija mekog i/li tvrdog tkiva - Glatka hrskavica - Operacija kolena - Dekompresija lumbalnog diska                     |

## Spoljašnje veze
|  | Molimo Vas, obratite pažnju na važno upozorenje u vezi sa temama iz oblasti medicine (zdravlja). |